# 楸洞站
楸洞站（韓語：추동역）是朝鮮民主主義人民共和國咸鏡南道虛川郡的一個鐵路車站，属于虛川線。

## 邻近车站
虛川線
農村站 - 楸洞站 - 虛川站